# Miosite da corpi inclusi
Per  miosite da corpi inclusi  in campo medico, si intende una forma di miosite di tipo infiammatorio.

## Epidemiologia
Colpisce prevalentemente i maschi in età adulta, le zone del corpo più interessate sono i muscoli delle gambe, e i flessori degli arti superiori.

## Sintomatologia
Fra i sintomi e i segni clinici ritroviamo atrofia muscolare, disfagia, debolezza muscolare, piede cadente.

## Eziologia
Le cause sono sconosciute, di origine autoimmune, solitamente acquisita ma esistono delle forme congenite genetiche.

## Diagnosi
La diagnosi di tale forma si ottiene spesso per esclusione e grazie ai dati anamnestici. All'EMG si riscontrano anomalie elettriche, come potenziali polifasici e presenza di potenziali patologici a riposo. La biopsia mostra infiltrati linfocitari a livello dell'endomisio; tali cellule sono soprattutto linfociti T CD8. L'interessamento perivascolare è minimo; a differenza della polimiosite e dermatomiosite la componente plasmacellulare è poco rappresentata. Riscontrare i caratteristici corpi inclusi nelle fibrocellule muscolari è un importante elemento diagnostico per tale sindrome.